# Barrage de Nachtigal
Pour les articles homonymes, voir Nachtigal.
Le barrage de Nachtigal est un barrage situé sur le cours de la Sanaga, au centre du Cameroun.

## Géographie

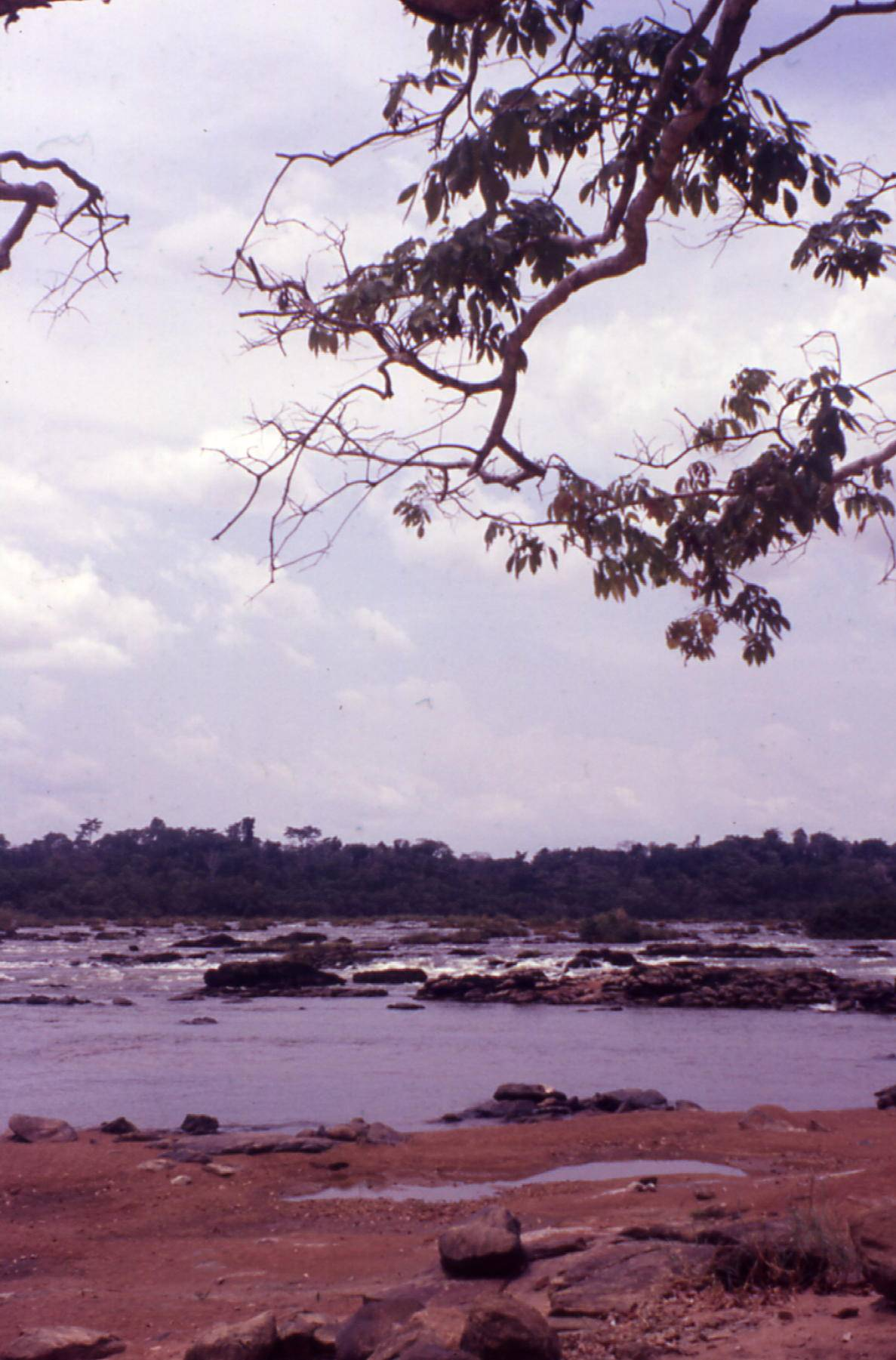
Les chutes de Nachtigal photographiées en 1973.

Le site du barrage correspond aux chutes de Nachtigal, une série de rapides situés sur la Sanaga, principal fleuve camerounais, en amont de Nachtigal, à 65 kilomètres au nord-est de Yaoundé.
Le potentiel hydroélectrique camerounais est estimé à douze gigawatts, ce qui en fait le troisième plus important d'Afrique subsaharienne.

## Histoire

### Projet et financement
Le projet de construire un barrage sur la Sanaga à Nachtigal date des années 1970, mais sa réalisation met près de cinquante ans à se concrétiser.
Le consortium chargé de la conception et de l'exploitation du barrage est le groupe Nachtigal Hydro Power Company, qui octroie un budget de 786 milliards de francs CFA à ce chantier, soit 1,2 milliard d'euros. Ce consortium public-privé rassemble EDF pour 40 %, la Société financière internationale, émanation de la Banque mondiale, pour 30 %, enfin l'État camerounais pour les 30 % restants,,.
Le financement est assuré par onze bailleurs, parmi lesquels la Banque mondiale, la Banque européenne d’investissement, la Banque africaine de développement, l'Agence française de développement, la Proparco, la KFW, la Société néerlandaise de financement du développement.

### Construction

#### Main-d'œuvre et conflits sociaux
La construction de l'ouvrage commence en 2019 ; le chantier rassemble jusqu'à quatre mille ouvriers simultanés ; mais, au total, près de sept mille personnes peuvent être présentes simultanément sur le site,,.
Lors du début de chantier, de nombreuses protestations émergent, concernant le salaire jugé trop bas des travailleurs les plus précaires. En effet, les manœuvres les moins qualifiés ne touchent qu'un salaire mensuel de base de 50 000 francs CFA. Des primes, dont l'attribution reste floue, permettent d'élever ce salaire jusqu'à 110 000 francs CFA ; compte tenu de ces primes, les salaires les plus bas sont environ de 80 000 francs CFA. Par ailleurs, sont dénoncées la mauvaise qualité de la restauration, les pressions au travail, une mauvaise organisation des équipes et des disparités salariales.
Le 1er mars 2021, devant les protestations sociales, un nouveau directeur général, Vincent Leroux, est nommé pour pacifier le chantier. En 2023, le salaire est en moyenne compris entre 250 000 et 300 000 francs CFA par mois,.
Dans la nuit du 25 au 26 août 2021, Alexandre Noah Noah, ouvrier sur le chantier, décède, apparemment dans un accident impliquant une chargeuse. Cet accident révèle certaines failles dans le dispositif censé assurer la sécurité du chantier, notamment l'absence d'audit externe de sécurité, l'audit interne existant étant jugé insuffisant au regard des normes internationales en la matière. À la suite de ce décès, les procédures sont renforcées, avec notamment le contrôle plus minutieux du déploiement des personnels sur le site, du port des équipements de première nécessité ou de l’usage des engins.

#### Étapes
Le 29 mars 2023, le barrage principal est terminé. La ligne à haute tension et la cité d'exploitation de l'usine hydroélectrique sont également livrées à cette date.

### Fin du chantier et inauguration
À la mi-juillet 2023, les tests d'étanchéité sont réalisés et concluants. La fermeture de l'ouvrage principal est effectuée et le remplissage du lac de réservoir commence. Le premier groupe de turbines entre en service en décembre 2023, les six autres tout au long de 2024.
Le 18 juillet 2023, le ministre de l'énergie et de l'eau Gaston Eloundou Essomba inaugure le barrage.

## Missions et caractéristiques techniques du barrage
Le barrage, malgré la présence d'un lac de réservoir, est conçu comme un ouvrage au fil de l'eau, du fait de la présence des chutes ; cela explique la faible hauteur de l'ouvrage principal et la taille relativement réduite du lac de réservoir.

### Ouvrage et canal d'amenée
L'ouvrage en lui-même est composé, au nord en rive droite du fleuve, d'une digue en béton compacté de 1 455 mètres de longueur, de sept à douze mètres de largeur et de quatorze mètres de hauteur. Le volume total de l'ouvrage est réparti entre 120 000 mètres cubes de béton compacté au rouleau et 24 000 mètres cubes de béton conventionnel vibré. En rive gauche côté sud, le barrage de fermeture est un ouvrage conventionnel de type barrage-poids en béton, comprenant l'évacuateur de crues et trois pertuis se déversant dans le canal d'amenée,
Le canal d'amenée artificiel est long de 3 300 mètres, ayant nécessité l'évacuation de 1 800 000 m3 de roches, dont une partie est réemployée sur place pour confectionner des batardeaux. L'étanchéité de ses rives est assurée par la mise en œuvre d'un finisseur spécialement conçu pour le chantier, pesant 130 tonnes et surnommée « la poutre ». Le canal se termine par les sept conduites forcées, franchissant un dénivelé de cinquante mètres et alimentant l'usine hydroélectrique.

### Centrale hydroélectrique
La centrale hydroélectrique compte sept turbines, chacune entraînant un alternateur de soixante mégawatts de puissance. La puissance totale de la centrale est donc de 420 MW, soit un tiers de l'électricité du Cameroun,. L'ensemble de l'aménagement hydroélectrique doit générer mille cinq cents emplois permanents.
Un des buts de la construction du barrage est la fourniture régulière d'énergie à la population. Lors des études, il est estimé que la sécurisation de l'approvisionnement permettrait d'économiser cent millions de dollars annuels rien qu'en compensation tarifaire.
En aval de la centrale, une ligne à haute tension dédiée de 225 000 volts transports l'électricité produite jusqu'à Nyom,.

### Lac de réservoir et cours originel du fleuve
Le lac est relativement réduit, mesurant 421 hectares de surface pour un volume total de 28 millions de mètres cubes.
Les évacuateurs de crues fonctionnent en permanence pour conserver au cours originel du fleuve un débit minimal correspondant à un dixième environ de son débit nominal. Toutefois, en période de crue, deux fois par an lors des saisons des pluies, le débit relâché est beaucoup plus important.

## Environnement
Le site du chantier déboisé est partiellement reboisé, à hauteur de 110 hectares, en fin de chantier.